# 海遊館
海遊館（日语：／ Kaiyūkan）是日本關西地區一家水族館，位於大阪府大阪市港區的天保山，開館於1990年7月20日。

## 简介

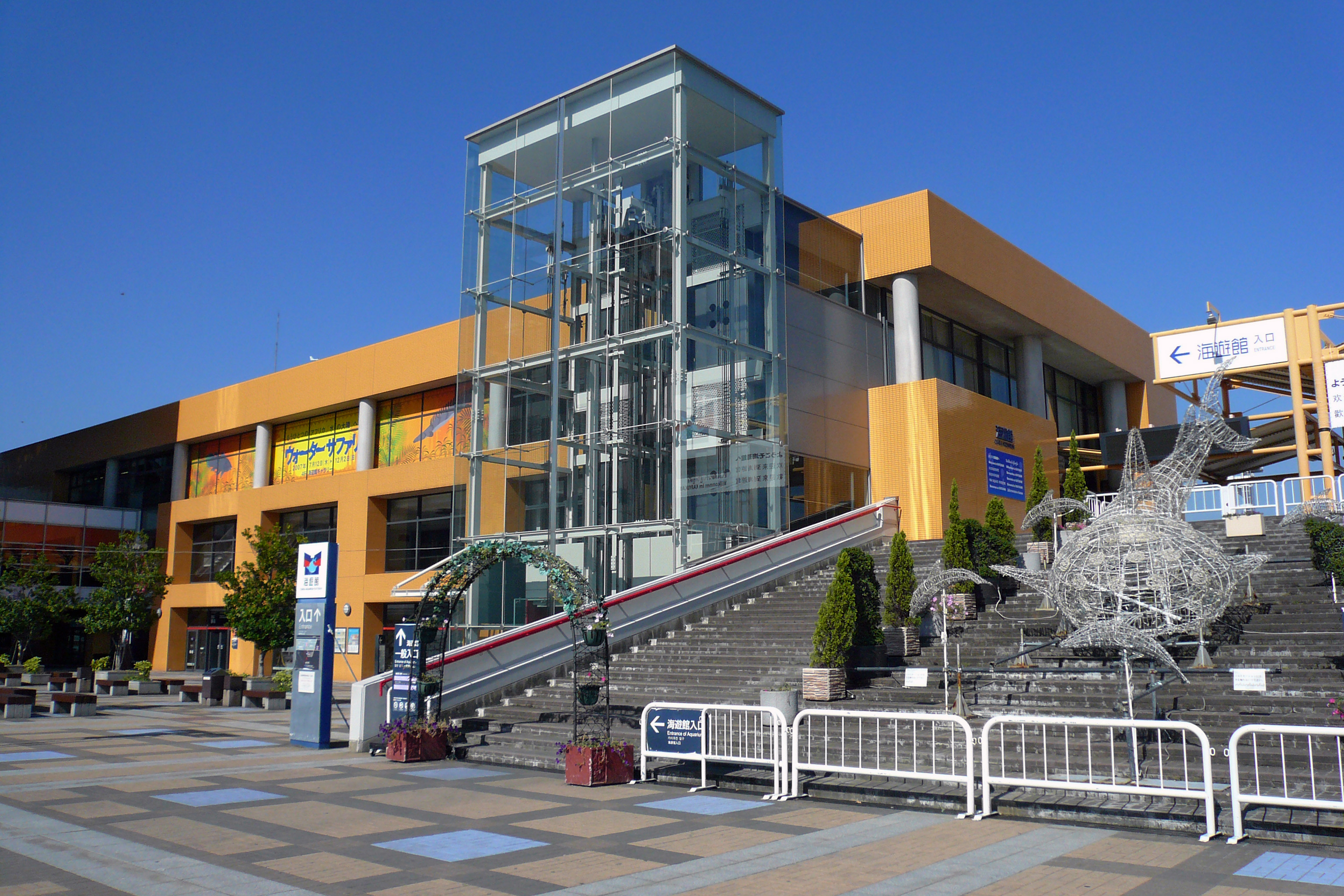
入口大楼

海游馆于1990年7月20日作为大阪港天保山港湾村临海重建项目的核心设施开业。其概念是“火环（环太平洋火山带）”和“生命环（环太平洋生命带）”，将太平洋重现于一个巨大的水族箱中，改变了人们对传统水族馆的印象。该设施由株式会社海游馆拥有和运营，毗邻的商业设施包括天保山市场和天保山大摩天轮。
截至2013年，它在年度游客数量、总建筑面积和室内水槽尺寸方面均位居日本前三名，并且是世界上最大的水族馆之一，其室内水槽尺寸位居前五名。
该博物馆还致力于非水生生物的繁殖和培育。1993年，该馆因成功培育黑胸距翅麥雞而荣获日本动物园水族馆协会颁发的“培育奖”，这在日本尚属首次。此外，馆内的“日本森林”水槽中展出了约200种植物。
该馆使用大型丙烯酸系树脂玻璃，打造出了一个前所未有的巨型水族馆。为了建造包括鲸鲨栖息的太平洋水槽在内的14个大型水槽，所使用的丙烯酸系树脂玻璃数量是当时全球年产量的1.5倍。大阪海游馆之后建造的水族馆，几乎所有大型水槽都采用丙烯酸系树脂玻璃制成。

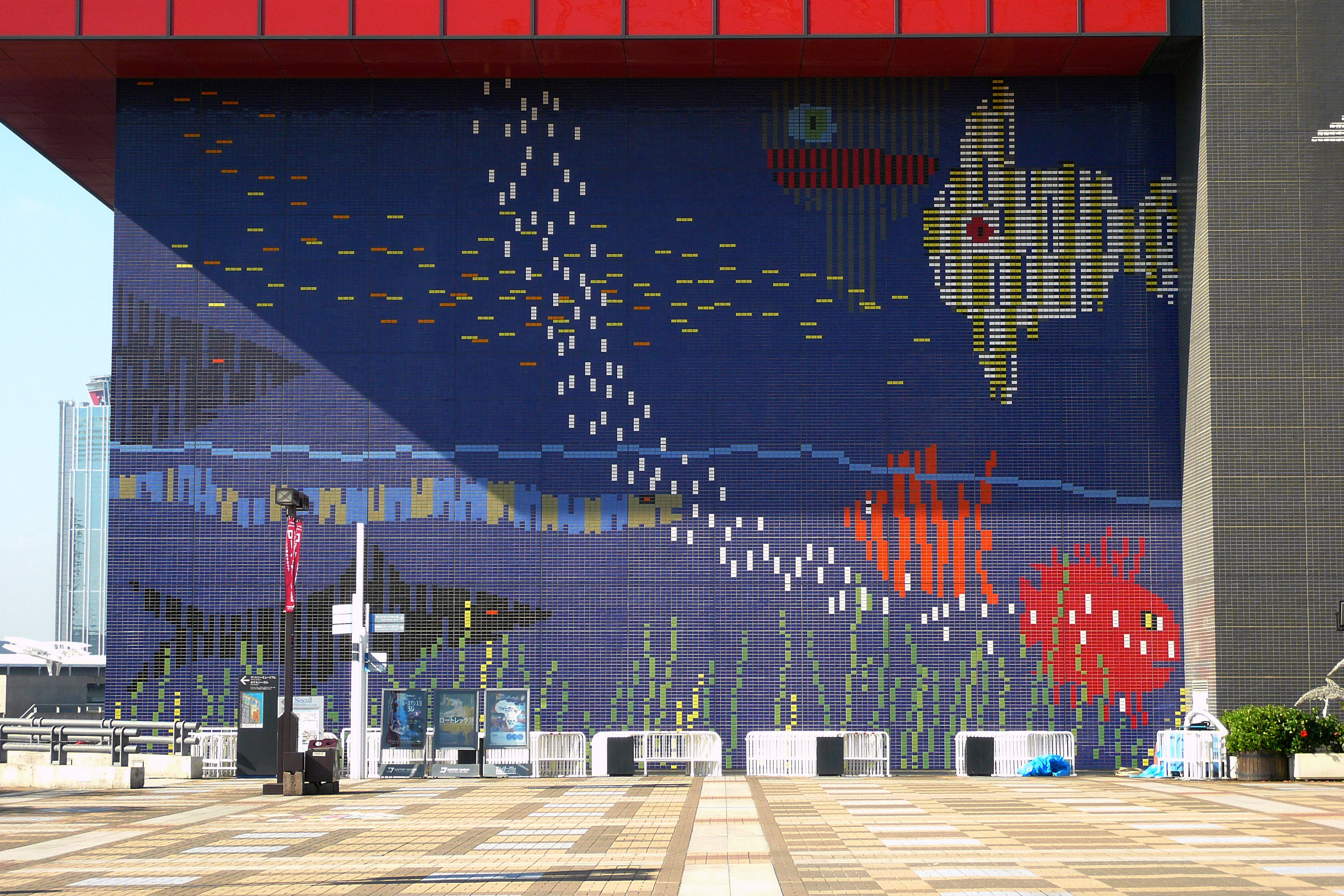
壁画

该馆建筑的外部以三种颜色为特色，分别代表土、水和火。外墙上的鱼壁画由旅居美国的英国设计师伊万·切尔马耶夫创作，其兄弟彼得·切尔马耶夫负责建筑设计。
2008年2月26日，水族馆自开馆以来的游客人数突破5000万。这一里程碑用时6317天（约18年），是日本所有水族馆中最快的。馆内情侣和家庭游客众多，约60%的游客是回头客。
2020年，为纪念水族馆开馆30周年，水族馆对入口楼二楼的卫生间、博物馆商店及其周边区域进行了翻新，博物馆商店于2月22日重新开业。博物馆商店旨在让顾客在水上漫步的同时享受购物乐趣，并出售大量由国际知名平面设计师野津萌和COCHAE设计的原创商品。

## 设施

### 水槽
游客首先乘坐自动扶梯到达8楼，然后沿着走通道前往4楼，按以下顺序参观。有些水槽可以多次观看，例如在水面上和水下。
与通常的从水面注水、从底部放水的方式不同，水是从底部和顶部注入和排出的。这是为了通过形成从下到上的水流，更容易收集漂浮在水槽中的剩余食物和粪便，并提高水的透明度。通过人工瀑布提供氧气。大多数瀑布位于水槽后方，但有些瀑布的安装方式也方便游客观看（例如日本之森水槽）。

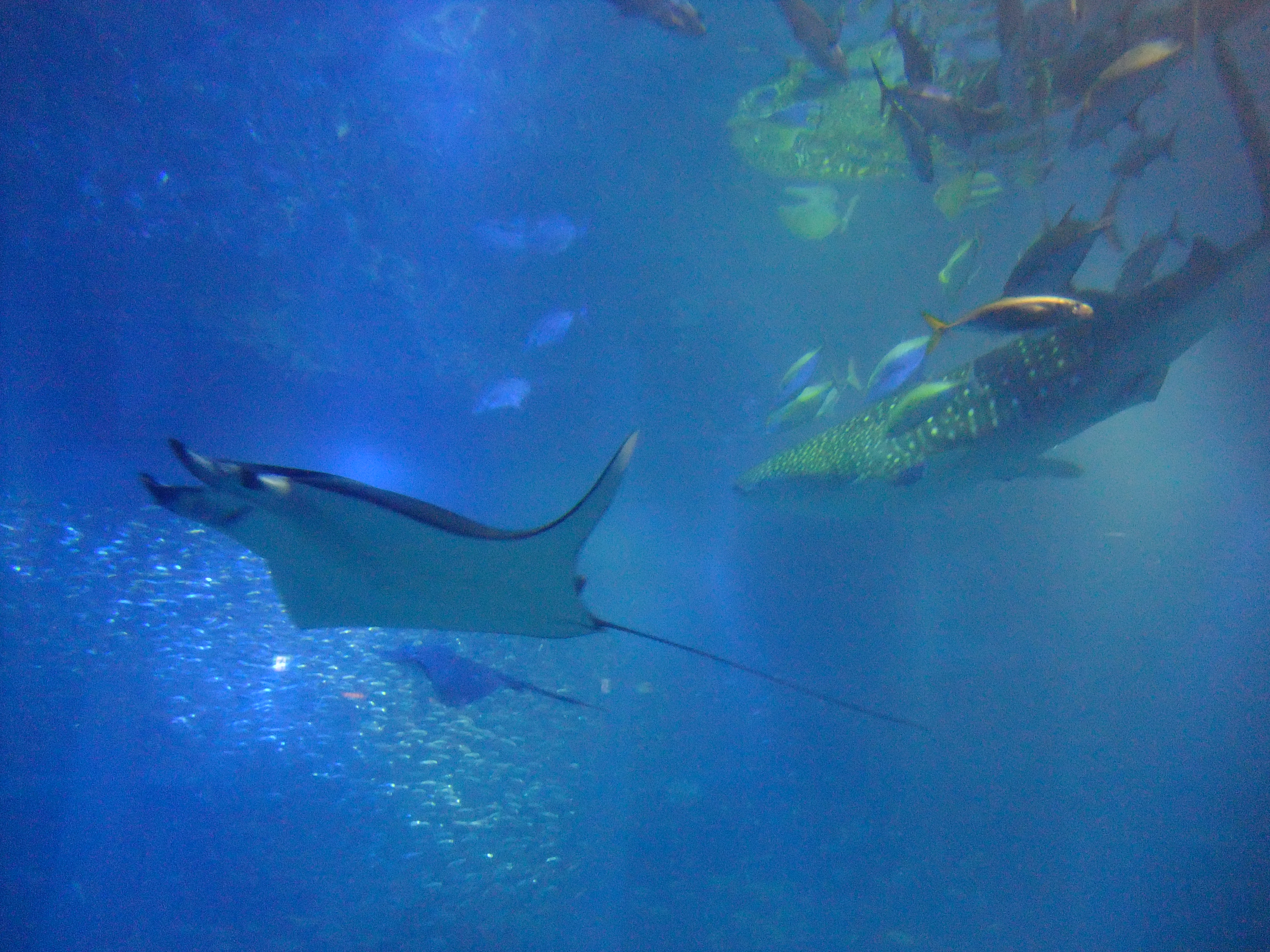
海游馆的鲸鲨和无刺蝠鲼

鲸鲨是水族馆饲养的主要动物之一。1990年水族馆开放时，海游馆是世界上唯一饲养鲸鲨的水族馆。2008年，该水族馆还成功饲养并展示了世界上第一只无刺蝠鲼。日本仅有海游馆和冲绳美丽海水族馆饲养蝠鲼，而海游馆是唯一一家同时展示多种活体蝠鲼的水族馆。
鱼道（隧道式水槽）
大西洋牛鼻鲼、澳大利亚虎鲨、单斑蓝子鱼、光鳃鱼等
日本之森
亚洲小爪水獭、石川樱鳟、日本大鲵、泽蟹、夜鹭、鸳鸯、白秋沙鸭等
阿留申群岛
花魁鸟、樱鳟
蒙特雷湾
斑海豹、加州海狮
巴拿马湾
二齿鲀、四线笛鲷、浣熊等
厄瓜多尔雨林
水豚、巨骨舌鱼、红尾鲶、利氏江𫚉、条纹鸭嘴鲇、大盖巨脂鲤、红腹食人鱼等
南极大陆
帝企鹅、巴布亚企鹅、阿德利企鹅
塔斯曼海
太平洋斑纹海豚
大堡礁礁石区
蝴蝶鱼、光鳃鱼、拟刺尾鲷等
太平洋（水槽最大长度34米，深度9米，水量5,400立方米）

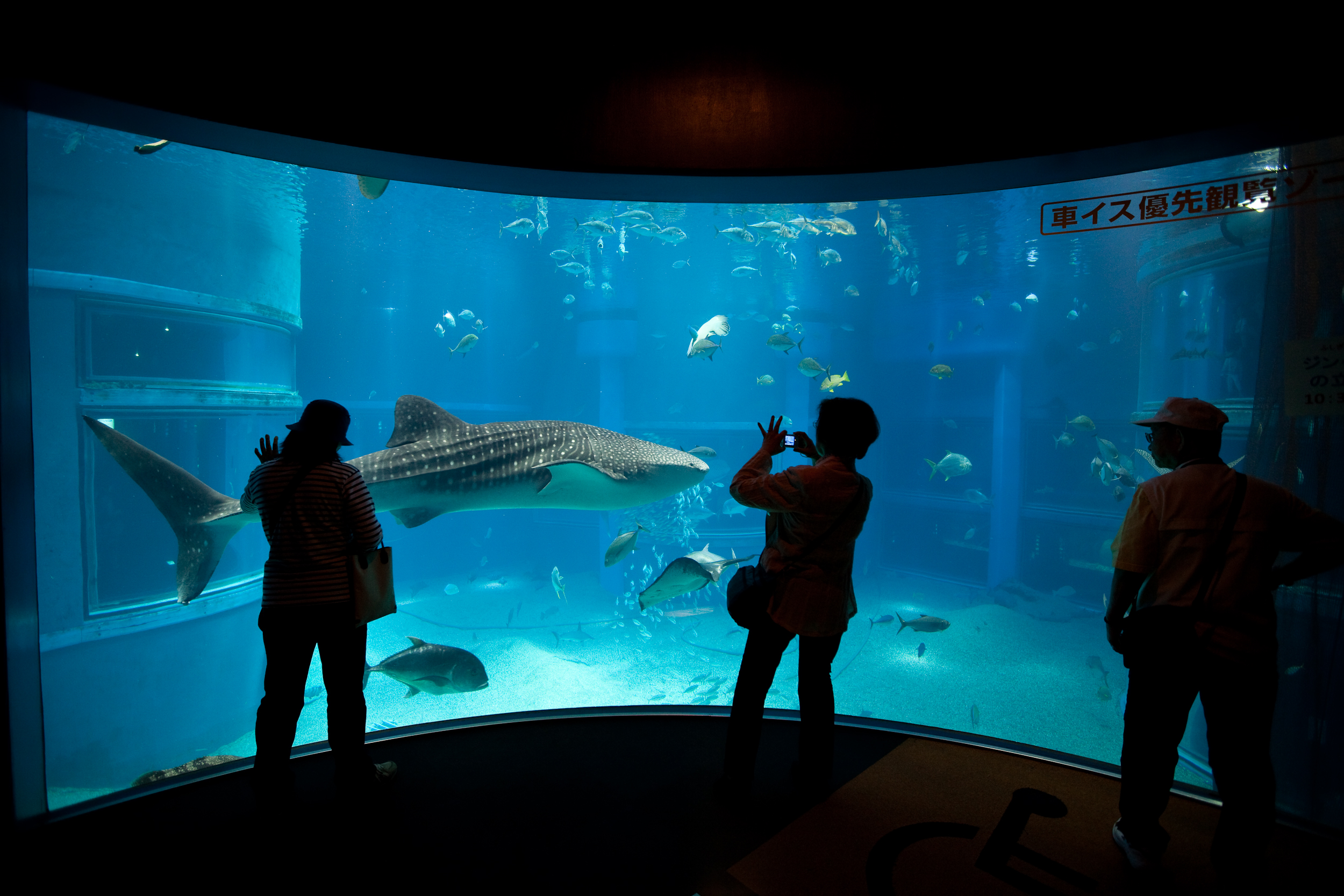
太平洋水槽

鲸鲨、无刺蝠鲼、珊瑚礁鬼蝠魟、大西洋牛鼻鲼、路氏双髻鲨、圆犁头鳐、羽鳃鲐、灰三齿鲨、白腹鲭、六带鲹、白星笛鲷、鞍帶石斑魚、褐石斑魚等
濑户内海
条石鲷、中华蛸、真鲷、花尾鹰𮬢、日本龍蝦、日本鳗鲇、海鳝等
特殊水槽
翻车鱼、莱氏拟乌贼等
智利礁区
斑点莎瑙鱼、日本鳀等
库克海峡
赤蠵龟、长鳍菱牙鮨等
日本海沟
甘氏巨螯蟹、巨型章鱼、褐菖鮋、叶吻银鲛、毯球蟹等。
深海区
大具足蟲、藜海虾、小鰭紅娘魚、鹬嘴鱼等。
水母区

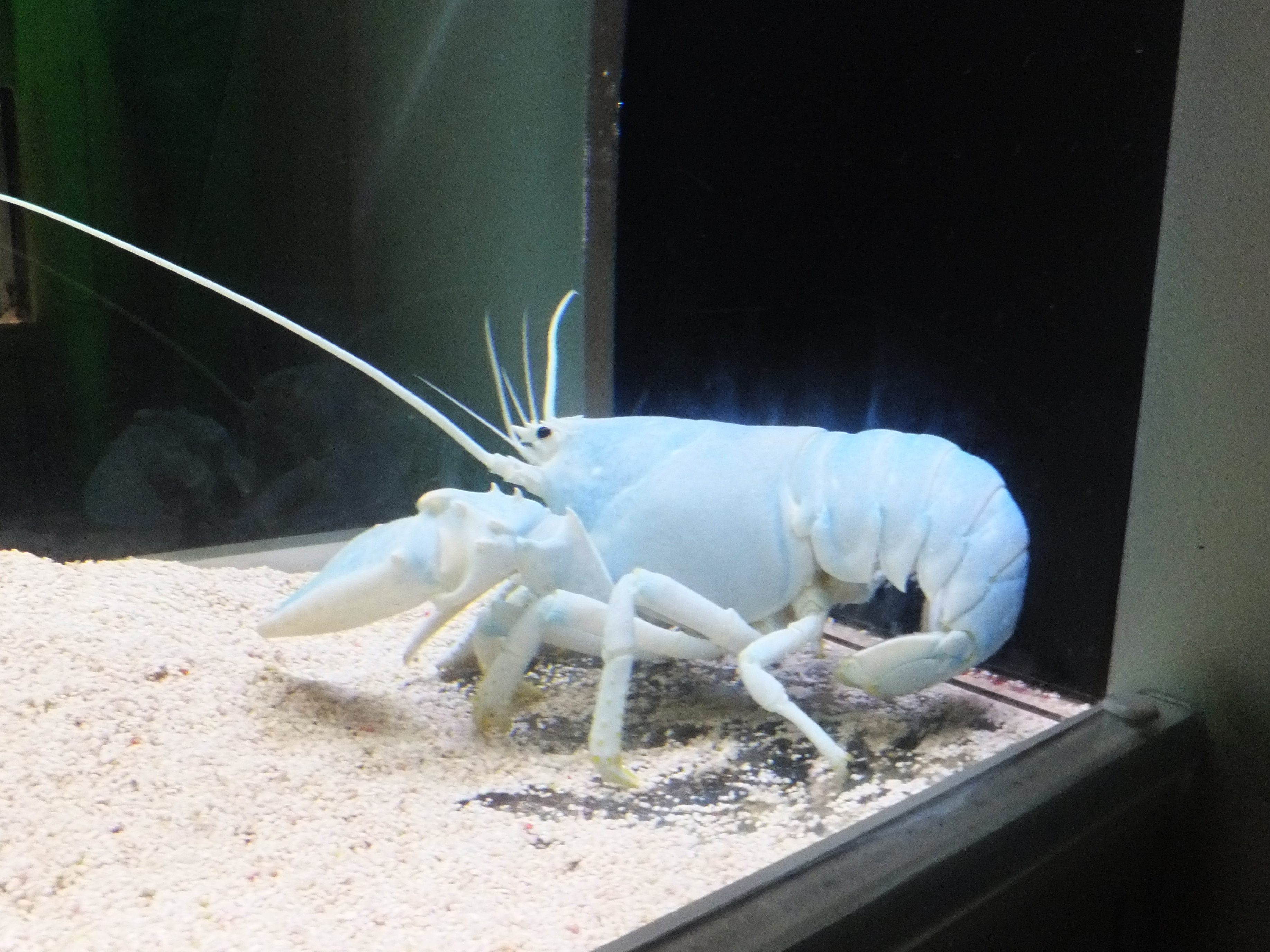
蓝色的龙虾

海月水母、红海刺水母、倒立水母、花笠水母、瘤手水母等。
北极圈
环斑海豹、海天使等。
福克兰群岛
凤头黄眉企鹅
马尔代夫群岛
豹纹鲨、点纹斑竹鲨、黑斑条尾𫚉等。

### 其他
- 特别展览室
- 海游馆会议室 - 可容纳320人（268个固定座位），面积346.36平方米
- 贵宾室
- 美人鱼咖啡厅
- 官方商店
- 博物馆商店
- 瓶装船博物馆
- 港景餐厅
- 果汁吧

## 研究与保护
海游馆专注于鲨鱼和鳐鱼的研究。截至2016年，海游馆已成功圈养或繁殖了47种鲨鱼、37种鳐和1种银鲛目，总计85种。此外，过去八次对鲸鲨进行标记的调查显示，它们可以迁徙到菲律宾，并潜入1500米（4900米英尺）的深海。
自2008年以来，该水族馆一直在繁殖和研究无刺蝠鲼。2022年，水族馆的无刺蝠鲼成功怀孕。这是世界上首次在人工饲养条件下孕育无刺蝠鲼。怀孕后，水族馆定期进行超声波检查，监测胎儿发育情况，并记录母鱼腹部隆起和行为的变化。此外，为了保护幼鱼，水族馆在分娩前设置了隔离网。幼鱼于5月16日上午出生，尽管人们为它们的出生欢呼雀跃，但幼鱼游动不稳且虚弱无力，于16:18死亡。根据病理尸检和血液检测结果，其死因被认为是由于无法游泳导致体力消耗导致血液失衡。
此外，大阪水族馆自开放以来，已成功繁殖斑海豹、紫𫚉、加州海狮和海獭，并荣获日本动物园水族馆协会颁发的繁殖奖。水族馆还致力于水生生物以外物种的繁殖和培育，并于1993年因在日本首次成功繁殖黑胸距翅麥雞而荣获该协会颁发的繁殖奖。此外，馆内的日本森林区展出了约200种植物。

### 研究中心“OBIC”
大阪海游馆在高知县胆振町设有研究中心“大阪海游馆胆振中心生物研究所（OBIC）”。该研究中心在水容量分别为160万升和330万升的水箱中进行鱼类游动测试和动物引入实验。
在OBIC沿岸还有几家近海养鱼场，用于研究翻车鱼和其他物种。虽然水族馆没有展出，但他们在高知县胆振町的近海养鱼场成功地圈养繁殖了26天的浅海长尾鲨。其他物种也曾在此进行圈养繁殖，例如智利魔鬼鱼。该物种自乔治亚水族馆就在台湾发现后便未再有记录。在大阪湾水族馆的水箱中，它们也成功繁殖。
该水族馆还与京都大学和高知大学开展联合研究，并在当地居民的配合下，对周边海域的海洋生物和鱼类进行水下生物调查。
2001年，OBIC出版了一本研究书籍，汇集了大阪水族馆10年来积累的关于136科567种鱼类的知识。该研究书籍后来获得了高知县学术出版奖。OBIC不对外开放，但有时会开放其内部举办活动。

## 逸事

### 命名
艺人上沼惠美子表示，她在“海游馆”这个名字的确定过程中发挥了重要作用。海游馆开业前曾公开征集名字，但大多数建议都与“Marine～”类似，而“Marine～”是全国各地水族馆的通用名称。当得票最多的“Marine～”即将确定时，作为命名委员会成员的上沼注意到了“海游馆”的提案，直觉地想到“就是这个了”，便说：“不如我们就叫它海游馆吧？”同为委员会成员的小松左京也表示同意，最终“海游馆”这个名字被确定下来。

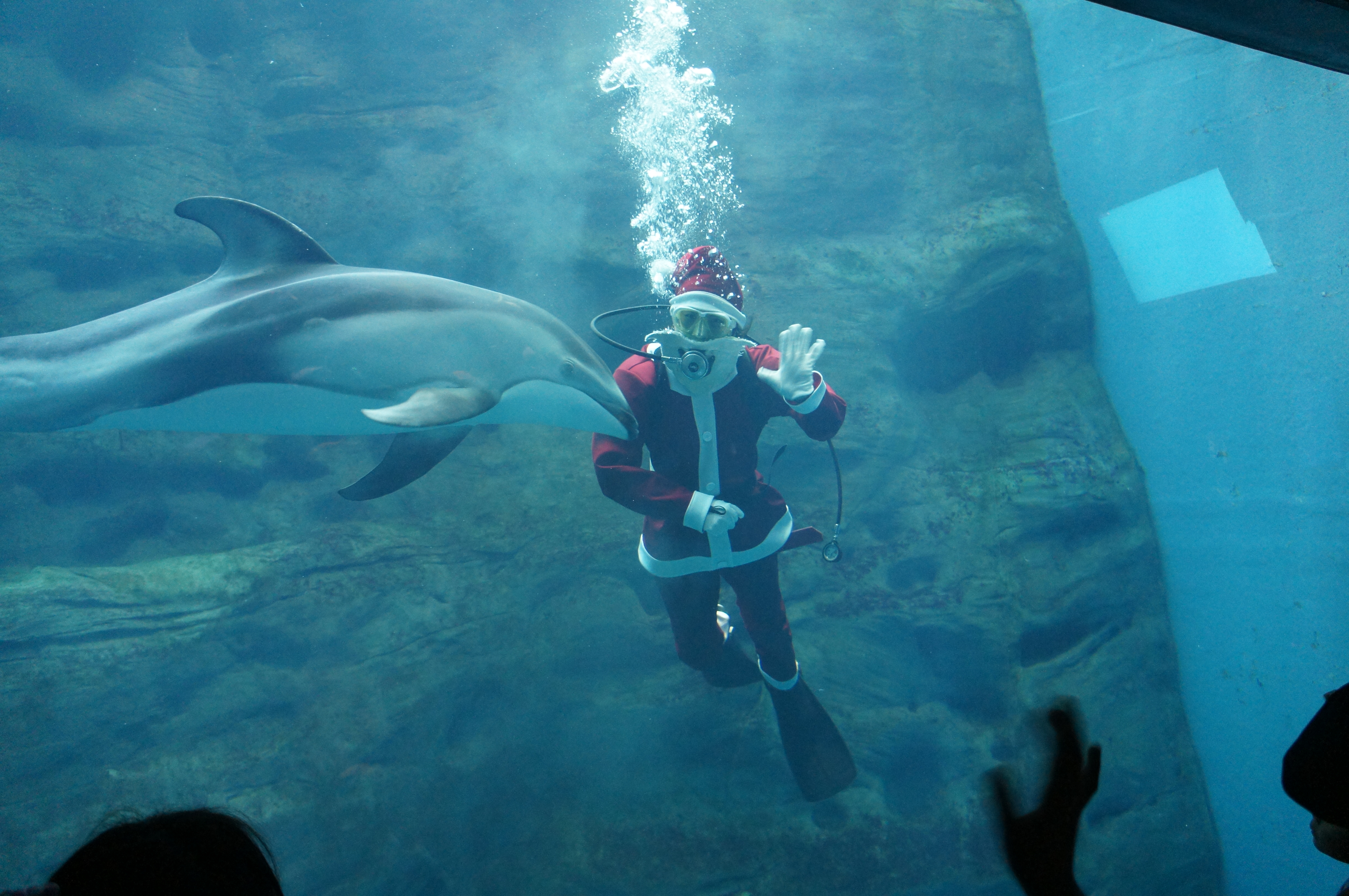
装扮成圣诞老人的潜水员

### 其他
- 演员爱德华·诺顿的祖父是詹姆斯·鲁斯，一位专门从事市场开发和社区城市建设的城市规划师。他参与了海游馆的规划，并留在大阪建造了这座巨大的水族馆。爱德华·诺顿本人在大阪待了大约四个月，协助这项工作。即使近年来，当他来日本进行电影宣传时，他仍然会说一口带有关西口音的日语，但他表示，现在的日语水平不如以前了。
- 自2005年2月起，每逢节分，工作人员就会穿上鬼怪的服装，化身“鬼怪潜水员”来清洁设施，并提供拍照等服务。
- 玩具车公司Tomica推出了一款名为“水族馆卡车”的产品，上面印有海游馆的标志，装载平台上摆放着一条鲸鲨，这是海游馆饲养的典型动物。该产品向公众发售，也在海游馆的纪念品商店出售。
- 海游馆的音乐会根据时间而变化，所有音乐都来自专辑《Acoustic Cafe Underwater Walk》。
- 在游戏《城市：天际线》中，一座疑似海游馆的建筑以水族馆的形式登场。

## 交通

### 铁路
- 大阪地铁中央线到大阪港站下车后步行约10分钟

### 公交车
- 大阪城市公交车到天保山港湾村公交车站下车
  - 从难波乘坐60路公交车约40分钟。
  - 从大阪站乘坐88路公交车约50分钟。
  - 从淀屋桥站乘坐88路公交车约45分钟。
- 南海巴士到海游馆（天保山）巴士站下车
  - 从南海本线堺站及南海高野线堺东站乘坐N3（N3-1）路线，分别约35分钟、40分钟。（仅限周末及学校假期期间运行）

- 关西国际机场发车机场大巴（关西机场交通、近铁巴士、阪神巴士）到天保山（海游馆）巴士站下车

### 船
- Captain Line从桜島浮桟橋到海游馆西鸥岛约10分钟。
- 大阪市营渡轮从天保山渡轮码头（樱岛侧）到天保山渡轮码头（筑港侧）约5分钟。

## 外部連結
- 海遊館 （页面存档备份，存于）
  - 海遊館中文網站 （页面存档备份，存于）
- 海游馆的X账号 （页面存档备份，存于）
- 海游馆的Instagram账号 （页面存档备份，存于）